# Letnie Igrzyska Olimpijskie Młodzieży 2010
1. Letnie Igrzyska Olimpijskie Młodzieży – pierwsze w historii igrzyska olimpijskie młodzieży odbyły się w Singapurze między 14 a 26 sierpnia 2010. Decyzję o przyznaniu miastu organizacji zawodów podjął Międzynarodowy Komitet Olimpijski 21 lutego 2008. W walce o prawo do przeprowadzenia zawodów azjatyckie miasto pokonało stosunkiem głosów 53:44 Moskwę. Wśród miast, które starały się o przyznanie organizacji imprezy był Poznań. W zawodach brało udział 3531 sportowców z 204 krajów.

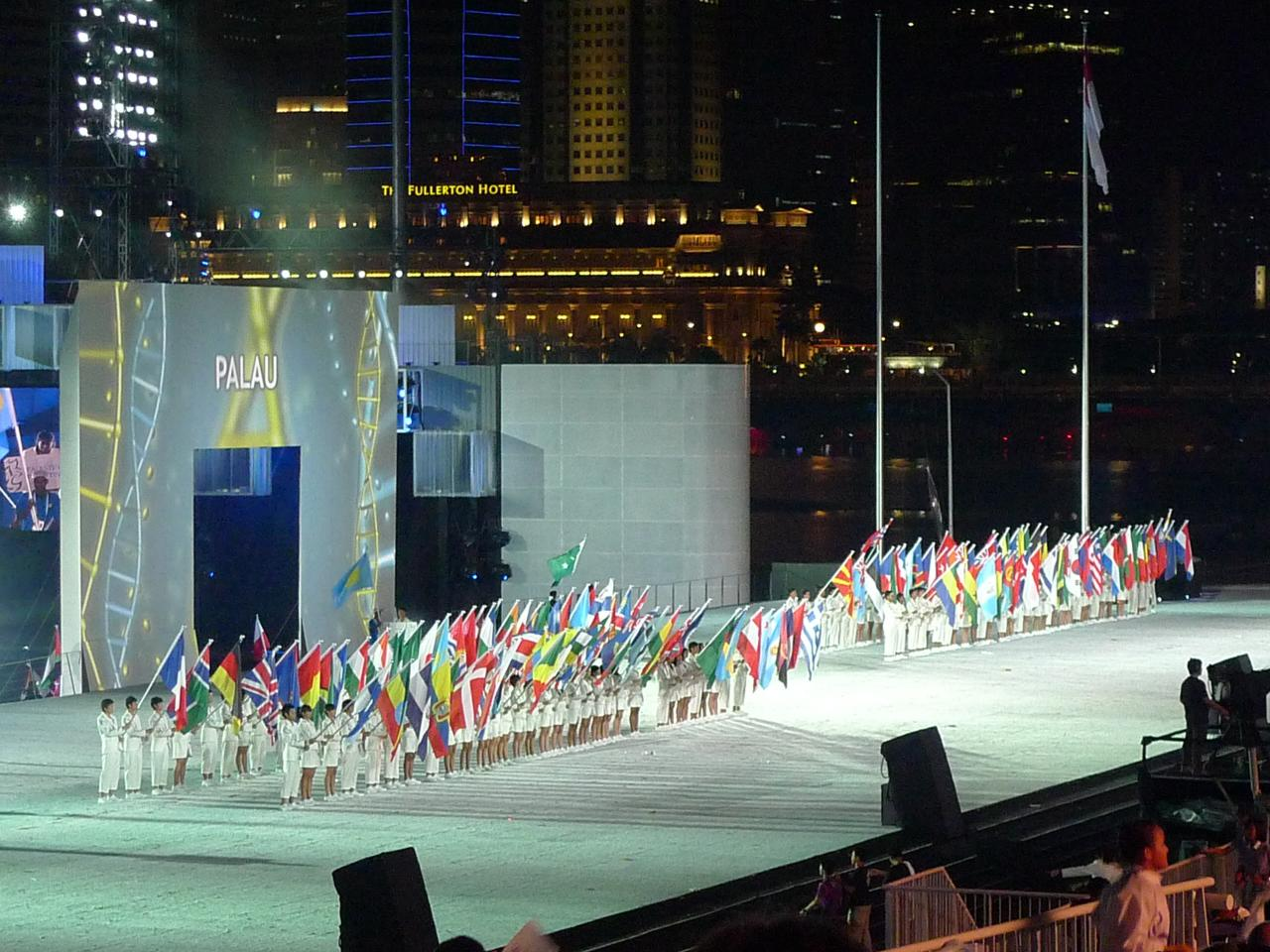
Ceremonia otwarcia

## Wybór organizatora
W rundzie wstępnej odpadły:
- Ateny
- Bangkok
- Turyn
- Algier
- Debreczyn
- Gwatemala
- Kuala Lumpur
- Poznań

W rundzie finałowej zostały dwa miasta:
- Singapur
- Moskwa

Wygrał Singapur stosunkiem głosów 53:44.

## Rozgrywane dyscypliny
Uczestnicy letnich igrzysk w Singapurze w 2010 roku rywalizowali w 26 dyscyplinach sportowych i 184 konkurencjach.
| - Badminton - Boks - Gimnastyka - Hokej na trawie - Jeździectwo - Judo - Kajakarstwo | - Kolarstwo - Koszykówka - Lekkoatletyka - Łucznictwo - Pięciobój nowoczesny - Piłka nożna - Piłka ręczna | - Pływanie - Podnoszenie ciężarów - Siatkówka - Strzelectwo - Szermierka - Taekwondo | - Tenis stołowy - Tenis ziemny - Triathlon - Wioślarstwo - Zapasy - Żeglarstwo |

## Symbole igrzysk

### Logo
Logo Igrzysk zostało wybrane w 2008 roku w ramach konkursu, na którym nadesłano 1500 prac. Wygrał prosty projekt, na który przedstawia młodość, pasję, ale także postęp znamienny dla Singapuru. Czerwony płomień reprezentuje pasję nauki i siłę pozytywnego myślenia. Fioletowa gwiazda symbolizuje doskonałość i dumę reprezentowania swojego kraju. Półksiężyc przedstawia się młodości, pełną wiary. Napis "Singapur 2010" pisany charakterystyczną czcionką ma odnosić się do harmonii pomiędzy młodzieżą z całego świata.
Logo zostało przedstawione w Singapurze podczas całodziennego festynu.

### Maskotka
Maskotkami igrzysk były Lyo (symbolizująca lwa) i Merly (symbolizująca morze).

### Piosenka
Oficjalną piosenką igrzysk była „Everyone”, którą wykonało pięciu piosenkarzy z pięciu kontynentów:
- Afryka – RPA, Jody Williams piosenkarz Pop i R&B z RPA
- Ameryka – USA, Sean Kingston, amerykański raper i reggae.
- Azja – Singapur, Tabitha Nauser, finalistka Singapurskiego Idola.
- Europa – Wielka Brytania, Steve Appleton, brytyjski piosenkarz.
- Oceania – Australia, Jessica Mauboy, australijska piosenkarka.

## Sztafeta olimpijska
Płomień olimpijski jak nakazuje tradycja, wzięto z Olimpii. Płomień został rozpalony według antycznej metody z pomocą promieni słonecznych i szklanego zwierciadle.
Sztafeta wyruszyła 26 stycznia 2010 i odwiedziła pięć miast (każde symbolizuje jeden kontynent):
- Berlin – (Europa)
- Dakar – (Afryka)
- Meksyk – (Ameryka)
- Auckland – (Oceania)
- Seul – (Azja)

Między miastami, w specjalnym saganie, płomień pokonał dystans statkami, samolotami i samochodami. Płomień niesiony był w pochodni, gdy dotarł do Singapuru, przez sześć dni krążył po mieście niesiony przez każdego, kto zgłosił się do tej funkcji.

### Pochodnia
Dane techniczne:
- Inspiracja: czerpie inspiracji z ognia i wody.
  - Ogień reprezentuje pasję oraz dążenie do nauki i doskonalenia się młodego człowieka.
  - Woda mówi o Singapurze jako tętniącym życiem i dynamicznie rozwijającym się portowym państwem - miastem.
- Wysokość:  60 centymetrów
- Waga: 0,56 kg (bez pojemnika), 0,74 kg (z pojemnikiem)
- Użyte materiały: aluminium i warstwowy materiał profilowany

## Kalendarz
W poniższym kalendarzu zaprezentowano dni, w których rozdane zostały medale w danej konkurencji (żółty kolor), rozegrane zostały eliminacje (niebieski kolor), ceremonia otwarcia (zielony) i zamknięcia igrzysk (czerwony).
| Sierpień                | 12 | 13 | 14 | 15 | 16 | 17 | 18 | 19 | 20 | 21 | 22 | 23 | 24 | 25 | 26 | Złote medale według dyscyplin |
| ----------------------- | -- | -- | -- | -- | -- | -- | -- | -- | -- | -- | -- | -- | -- | -- | -- | ----------------------------- |
| Ceremonie               |    |    | ●  |    |    |    |    |    |    |    |    |    |    |    | ●  |                               |
| Skoki do wody           |    |    |    |    |    |    |    |    |    | 1  | 1  | 1  | 1  |    |    | 4                             |
| pływanie                |    |    |    | 3  | 8  | 4  | 7  | 3  | 9  |    |    |    |    |    |    | 34                            |
| Łucznictwo              |    |    |    |    |    |    |    | 1  | 1  | 1  |    |    |    |    |    | 3                             |
| Lekkoatletyka           |    |    |    |    |    |    |    |    |    | 12 | 12 | 12 |    |    |    | 36                            |
| Badminton               |    |    |    |    |    |    |    | 2  |    |    |    |    |    |    |    | 2                             |
| Koszykówka              |    |    |    |    |    |    |    |    |    |    |    | 2  |    |    |    | 2                             |
| Boks                    |    |    |    |    |    |    |    |    |    |    |    |    |    | 11 |    | 11                            |
| Kajakarstwo             |    |    |    |    |    |    |    |    |    |    | 3  |    |    | 3  |    | 6                             |
| Kolarstwo               |    |    |    |    |    |    |    |    |    |    | 1  |    |    |    |    | 1                             |
| Jeździectwo             |    |    |    |    |    |    |    |    | 1  |    |    |    | 1  |    |    | 2                             |
| Szermierka              |    |    |    | 2  | 2  | 2  | 1  |    |    |    |    |    |    |    |    | 7                             |
| Hokej na trawie         |    |    |    |    |    |    |    |    |    |    |    |    | 1  | 1  |    | 2                             |
| Piłka nożna             |    |    |    |    |    |    |    |    |    |    |    |    | 1  | 1  |    | 2                             |
| Gimnastyka sportowa     |    |    |    |    |    |    | 1  | 1  |    | 5  | 5  |    |    |    |    | 12                            |
| Gimnastyka artystyczna  |    |    |    |    |    |    |    |    |    |    |    |    |    | 2  |    | 2                             |
| Gimnastyka - trampolina |    |    |    |    |    |    |    |    | 2  |    |    |    |    |    |    | 2                             |
| Piłka ręczna            |    |    |    |    |    |    |    |    |    |    |    |    |    | 2  |    | 2                             |
| Judo                    |    |    |    |    |    |    |    |    |    | 3  | 3  | 2  |    | 1  |    | 9                             |
| Pięciobój nowoczesny    |    |    |    |    |    |    |    |    |    | 1  | 1  |    | 1  |    |    | 3                             |
| Wioślarstwo             |    |    |    |    |    |    | 4  |    |    |    |    |    |    |    |    | 4                             |
| Żeglarstwo              |    |    |    |    |    |    |    |    |    |    |    |    |    | 4  |    | 4                             |
| Strzelectwo             |    |    |    |    |    |    |    |    |    |    | 1  | 1  | 1  | 1  |    | 4                             |
| Tenis stołowy           |    |    |    |    |    |    |    |    |    |    |    | 2  |    |    | 1  | 3                             |
| Taekwondo               |    |    |    | 2  | 2  | 2  | 2  | 2  |    |    |    |    |    |    |    | 20                            |
| Tenis                   |    |    |    |    |    |    |    |    | 2  | 2  |    |    |    |    |    | 4                             |
| Triathlon               |    |    |    | 1  | 1  |    |    | 1  |    |    |    |    |    |    |    | 3                             |
| Siatkówka               |    |    |    |    |    |    |    |    |    |    |    |    |    |    | 2  | 2                             |
| Podnoszenie ciężarów    |    |    |    | 2  | 2  | 3  | 3  | 1  |    |    |    |    |    |    |    | 11                            |
| Zapasy                  |    |    |    | 5  | 4  | 5  |    |    |    |    |    |    |    |    |    | 15                            |
| Złote medale według dni |    |    |    | 15 | 19 | 16 | 18 | 11 | 15 | 25 | 27 | 20 | 6  | 26 | 3  | 201                           |

| ● | Cermonia otwarcia | ● | Eliminacje | ● | Finały | ● | Ceremonia zamknięcia |

## Państwa uczestniczące
Zgodnie z wytycznymi MKOl, tylko młodzież od 14 do 18 lat mogła brać udział w igrzyskach olimpijskich młodzieży. Uczestnicy byli zaangażowani w kulturę i program kształcenia zintegrowanego sportu.
Poniżej znajduje się lista wszystkich 204 uczestniczących komitetów olimpijskich. Liczby sportowców każdej delegacji podana jest w nawiasach.
| Europa (44) | Europa (44) | Europa (44) |
| --- | --- | --- |
| - Albania (4) - Andora (4) - Austria (16) - Belgia (51) - Białoruś (50) - Bośnia i Hercegowina (5) - Bułgaria (21) - Chorwacja (25) - Cypr (9) - Czarnogóra (22) - Czechy (38) - Dania (30) - Estonia (8) - Finlandia (19) - Francja (61)                                                       | - Grecja (28) - Hiszpania (47) - Holandia (36) - Irlandia (25) - Islandia (6) - Liechtenstein (3) - Litwa (24) - Luksemburg (5) - Łotwa (11) - Macedonia Północna (6) - Malta (4) - Mołdawia (11) - Monako (4) - Niemcy (70) - Norwegia (5)                         | - Polska (43) - Portugalia (19) - Rosja (96) - Rumunia (30) - San Marino (4) - Serbia (32) - Słowacja (17) - Słowenia (24) - Szwajcaria (22) - Szwecja (15) - Ukraina (55) - Węgry (51) - Wielka Brytania (39) - Włochy (62) |
| Azja (47) | | |
| - Afganistan (2) - Arabia Saudyjska (9) - Armenia (14) - Azerbejdżan (12) - Bahrajn (4) - Bangladesz (6) - Bhutan (1) - Birma (4) - Chiny (68) - Chińskie Tajpej (3) - Filipiny (10) - Gruzja (5) - Hongkong (14) - Indie (32) - Indonezja (14) - Irak (5)                                      | - Iran (52) - Izrael (15) - Japonia (71) - Jemen (5) - Jordania (6) - Kambodża (3) - Katar (6) - Kazachstan (47) - Kirgistan (8) - Korea Południowa (2) - Korea Północna (2) - Laos (3) - Liban (5) - Malediwy (4) - Malezja (13)                                   | - Mongolia (11) - Nepal (4) - Oman (2) - Pakistan (19) - Palestyna (4) - Singapur (2) - Sri Lanka (7) - Syria (4) - Tadżykistan (6) - Tajlandia (2) - Timor Wschodni (3) - Turcja (55) - Turkmenistan (5) - Uzbekistan (2) - Wietnam (13) - Zjednoczone Emiraty Arabskie (4)                                                       |
| Afryka (53) | | |
| - Algieria (21) - Angola (21) - Benin (4) - Botswana (5) - Burkina Faso (3) - Burundi (4) - Czad (3) - Demokratyczna Republika Konga (16) - Dżibuti (4) - Egipt (74) - Erytrea (7) - Etiopia (7) - Gabon (2) - Gambia (4) - Ghana (20) - Gwinea (20) - Gwinea Bissau (4) - Gwinea Równikowa (3) | - Kamerun (6) - Kenia (11) - Komory (4) - Kongo (1) - Lesotho (4) - Liberia (5) - Libia (7) - Madagaskar (6) - Malawi (1) - Mali (7) - Maroko (5) - Mauretania (4) - Mauritius (1) - Mozambik (3) - Namibia (6) - Niger (2) - Nigeria (13) - Południowa Afryka (62) | - Republika Środkowoafrykańska (5) - Republika Zielonego Przylądka (2) - Rwanda (4) - Senegal (6) - Seszele (4) - Sierra Leone (3) - Somalia (2) - Suazi (3) - Sudan (8) - Tanzania (4) - Togo (4) - Tunezja (24) - Uganda (6) - Wybrzeże Kości Słoniowej (6) - Wyspy Świętego Tomasza i Książęca (4) - Zambia (4) - Zimbabwe (27) |
| Ameryka Północna, Środkowa i Karaiby (30) | | |
| - Antigua i Barbuda (4) - Antyle Holenderskie (5) - Aruba (4) - Bahamy (11) - Barbados (9) - Belize (3) - Bermudy (4) - Brytyjskie Wyspy Dziewicze (3) - Dominika (7) - Dominikana (7) | - Grenada (6) - Gwatemala (12) - Haiti (22) - Honduras (4) - Jamajka (15) - Kajmany (3) - Kanada (60) - Kostaryka (5) - Kuba (41) - Meksyk (42) | - Nikaragua (3) - Panama (7) - Portoryko (15) - Saint Kitts i Nevis (2) - Saint Lucia (5) - Saint Vincent i Grenadyny (3) - Salwador (1) - Stany Zjednoczone (81) - Trynidad i Tobago (26) - Wyspy Dziewicze Stanów Zjednoczonych (8)                                                                                              |
| Ameryka Południowa (12) | | |
| - Argentyna (59) - Boliwia (25) - Brazylia (81) - Chile (50) | - Ekwador (1) - Gujana (4) - Kolumbia (25) - Paragwaj (3) | - Peru (26) - Surinam (5) - Urugwaj (4) - Wenezuela (21) |
| Oceania (17) | | |
| - Australia (100) - Fidżi (5) - Guam (3) - Kiribati (4) - Mikronezja (4) - Nauru (4) | - Nowa Zelandia (54) - Palau (4) - Papua-Nowa Gwinea (22) - Samoa (3) - Samoa Amerykańskie (4) - Tonga (2) | - Tuvalu (2) - Vanuatu (22) - Wyspy Cooka (18) - Wyspy Marshalla (4) - Wyspy Salomona (3) |

## Obiekty olimpijskie
- Bishan Sports Hall - gimnastyka
- Bishan Stadium - lekkoatletyka
- East Coast Park - triathlon

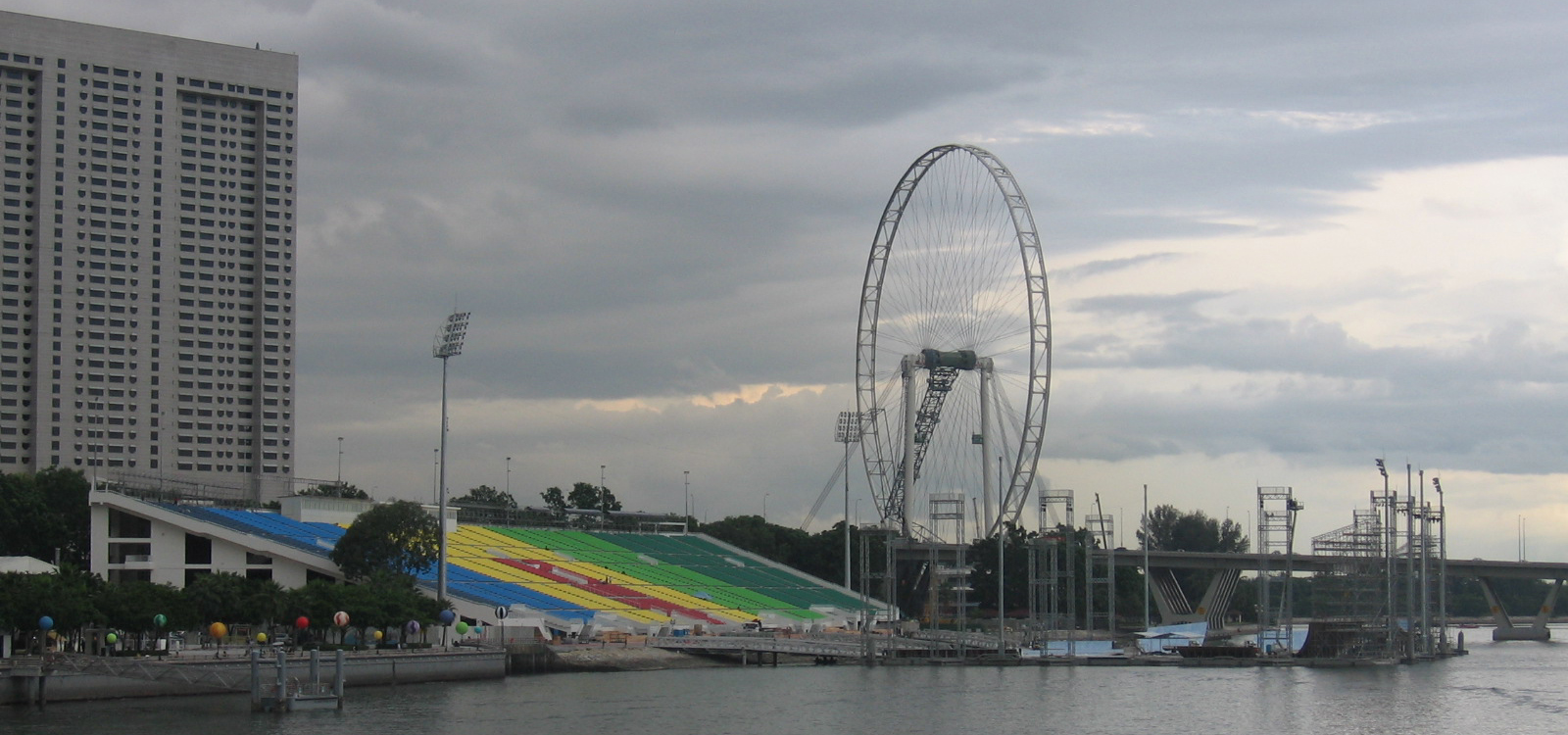
The Float at Marina Bay - główny stadion igrzysk

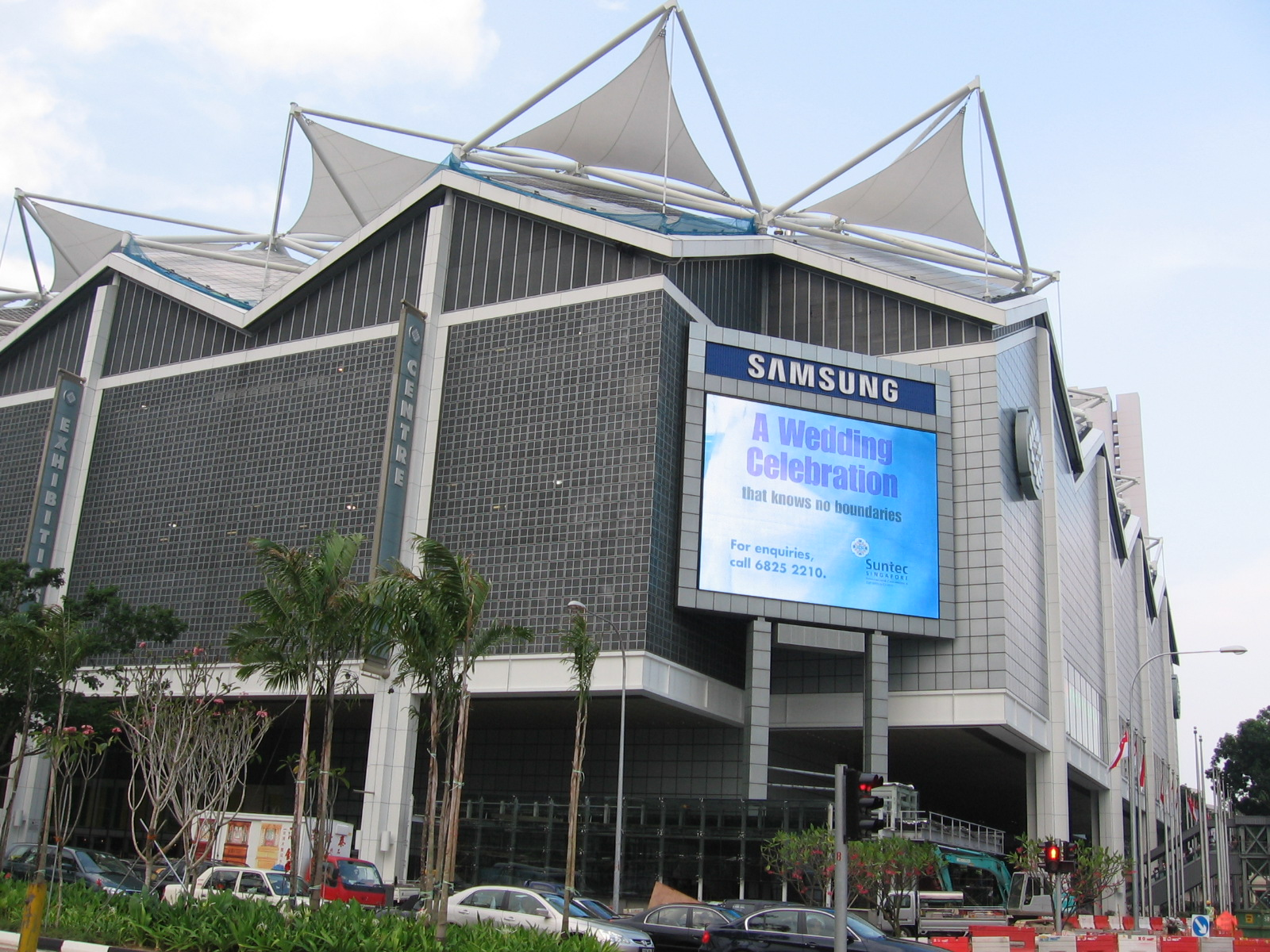
Suntec Singapore International Convention and Exhibition Centre

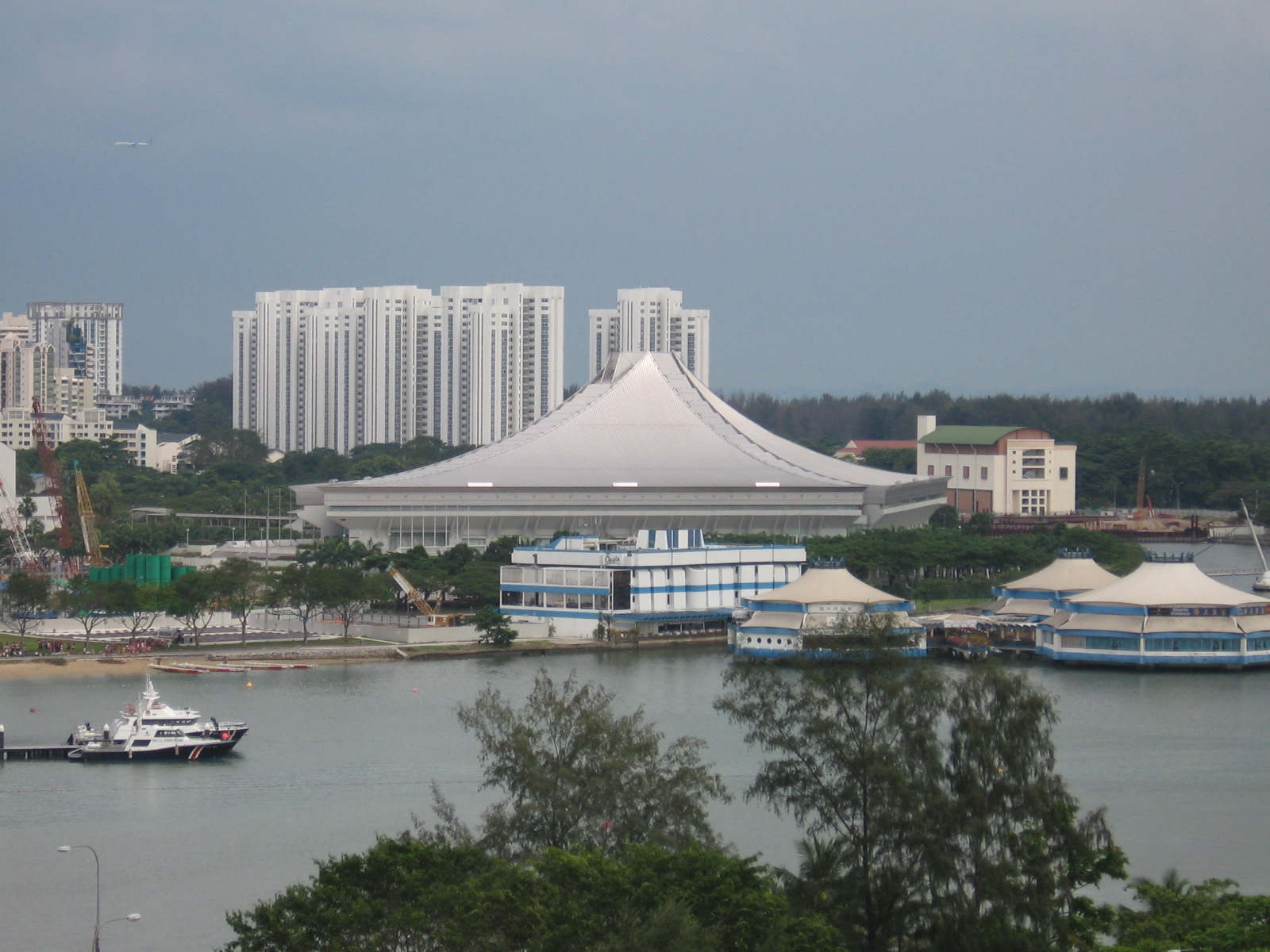
Singapore Indoor Stadium

- Suntec Singapore International Convention and Exhibition Centre - boks, szermierka, piłka ręczna, judo, taekwondo, zapasy
- Jalan Besar Stadium - piłka nożna
- Kallang Field - łucznictwo
- Kallang Tennis Centre - tenis
- Marina Reservoir - kajakarstwo, wioślarstwo
- National Sailing Centre - żeglarstwo
- Youth Space - koszykówka
- Sengkang Hockey Stadium - hokej na trawie
- Singapore Indoor Stadium - badminton, tenis stołowy
- Singapore Sports School - pływanie, strzelectwo, pięciobój nowoczesny
- Singapore Turf Club - jeździectwo
- Tampines Bike Park - kolarstwo
- The Float at Marina Bay - kolarstwo
- Toa Payoh Sports Hall - podnoszenie ciężarów, piłka siatkowa
- Toa Payoh Swimming Complex - skoki do wody

Wioska olimpijska położona była na terenie Singapurskiego Uniwersytetu Technologicznego oraz Narodowego Uniwersytetu Singapurskiego.

## Klasyfikacja medalowa
Klasyfikacja medalowa dziesięciu najlepszych państw i Polski.
| Klasyfikacja medalowa              |                  |       |        |      |       |
| Lp.                                | Państwo          | złoto | srebro | brąz | razem |
| 1.                                 | Chiny            | 30    | 16     | 5    | 51    |
| 2.                                 | Rosja            | 18    | 14     | 11   | 43    |
| 3.                                 | Korea Południowa | 11    | 4      | 4    | 19    |
| 4.                                 | Ukraina          | 9     | 9      | 15   | 33    |
| —                                  | Drużyna mieszana | 9     | 8      | 11   | 28    |
| 5.                                 | Kuba             | 9     | 3      | 2    | 14    |
| 6.                                 | Australia        | 8     | 13     | 8    | 29    |
| 7.                                 | Japonia          | 8     | 5      | 3    | 16    |
| 8.                                 | Węgry            | 6     | 4      | 5    | 15    |
| 9.                                 | Azerbejdżan      | 6     | 2      | 7    | 15    |
| 10.                                | Włochy           | 5     | 9      | 5    | 19    |
| -                                  | -                | -     | -      | -    | -     |
| 45.                                | Polska           | 1     | 0      | 5    | 6     |
| Zobacz pełną klasyfikację medalową |                  |       |        |      |       |